# Pointer inglês
O pointer inglês[Nota] (em inglês:  English Pointer) é uma raça britânica de cão de aponte que traz no nome sua principal característica: encontrar a caça e apontá-la (to point) para o caçador.
Desenvolvido e aprimorado para a caça de aves, sua popularidade é enorme nos países onde o esporte é permitido. Na Itália e na Espanha está há anos entre as dez raças mais populares. 
Quando bom caçador de perdiz, pode também ser conhecido como "perdigueiro", assim como o é também o braco alemão de pelo curto.

## Características

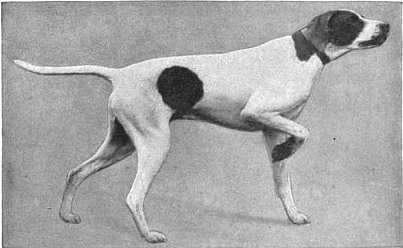
Pointer inglês, em posição característica de cão de aponte.

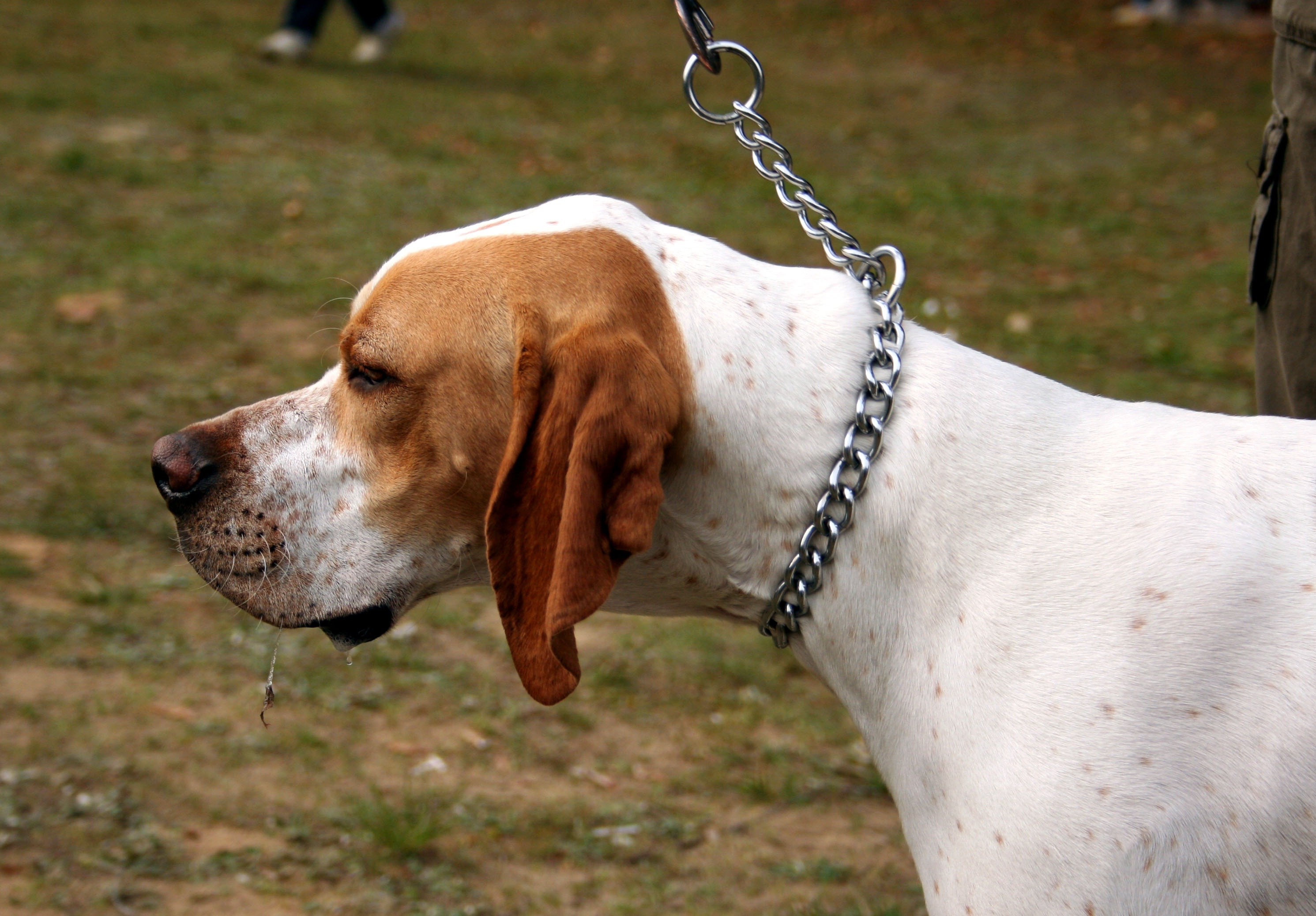
Detalhe cabeça de um Pointer inglês vista de perfil.

Para desempenhar a atividade de caça o Pointer inglês possui um faro excepcional e apresenta extrema agilidade, força física e resistência, que lhe permite percorrer grandes distâncias. Além disso, ele precisa estar em total sintonia com o caçador, o que faz do Pointer um excelente cão de companhia. Ele demonstra grande desejo em agradar seu dono. Alegre, dócil e muito resistente, enfrenta bem todo tipo de brincadeira e é extremamente tolerante com as crianças. Muito carinhoso e companheiro, costuma se relacionar bem até mesmo com estranhos. São considerados de treinamento rápido e fácil.
São cães de pelo muito macio, brilhoso, curto e simples, ou seja, uma única camada de pelo, características que facilitam muito sua higiene e limpeza. As colorações dos Pointers são: branco e preto, branco e fígado, branco e laranja, e branco e limão. Os de cores sólidas também são aceitos.